# Rodrigo Lemos
Rodrigo Javier Lemos Rosende (Las Piedras, 3 ottobre 1973) è un ex calciatore uruguaiano, di ruolo centrocampista.

## Palmarès

### Club

#### Competizioni nazionali
- Campionato uruguaiano: 1

Nacional: 1998
- Liguilla Pre-Libertadores de América: 1

Nacional: 1996